# Pierre Orsini
Pour les articles homonymes, voir Orsini.
Pierre Orsini, dit Pierrot Orsini, est un pilote de rallye français, né le 9 janvier 1936 à Ajaccio et mort le 19 mai 2018 à Alata,.

## Biographie
Pierre Orsini est le fils de l'huissier de justice de la ville d'Ajaccio, exerçant plus tard la même profession.
Il conduit en compétitions officielles de 1957 (1re apparition, au rallye des 10000 virages, ancienne appellation du tour de Corse) à 1971.
Il est triple vainqueur du Tour de Corse automobile en 14 participations (épreuve alors hors Championnat de France des rallyes (créé en 1967) et hors championnat du monde des rallyes (créé en 1973).
Il tente aussi de participer aux 24 Heures du Mans 1964 sur Alpine M63 avec Jacques Féret (autre ancien vainqueur des Tour de Corse (et Rallye Monte-Carlo) en 1958, sur Renault Dauphine Spéciale), et Jacques Cheinisse, mais leur équipage est accidenté lors des essais avant la course.
Son copilote de toujours est Jean Canonici, autre insulaire.
En 2010, il participe à la 6e édition du « Tour de Corse Historique » (ASA Terre de Corse).
Son plus grand loisir est la pêche au large.

## Palmarès
- Vice-champion de France des rallyes en catégorie Sport-Prototype : 1965 ;

### Victoires, podiums et places d'honneur
Vice-champion de France 1965.
- 1er du Tour de Corse : 1959, sur Renault Dauphine Spéciale (1 équipage sur 6 à l'arrivée) ;
- 1er du Tour de Corse : 1962, sur Renault Dauphine 1093 (devant Jacques Santonacci (2e) et Bernard Consten (3e), aussi sur Dauphine 1093) ;
- 1er du Tour de Corse : 1965, sur Renault 8 Gordini 1300 ;
- 1er du Rallye de Sardaigne : 1966 ;
- Vainqueur de la Coupe du Roi aux 24 Heures de Spa : 1966 (avec Andruet, Piot, Vinatier, Bianchi...) ;
  - 2e du rallye Île de Beauté : en 1957, sur DS 19 (voiture paternelle) ;
  - 2e du critérium des Cévennes : 1965 ;
  - 2e du critérium des Cévennes : 1966 ;
  - 2e du critérium des Cévennes : 1968 ;
  - 2e du tour de Corse : 1969, sur Alpine A110 1440 (vainqueur d'une spéciale) ;
  - 2e du critérium Jean Behra 1961 sur Alfa SZ ;
  - 4e du tour de Corse : 1967, sur Alpine A110 1440 ;
  - 5e du tour de Corse : 1958, sur Citroën ID 19 (voiture paternelle) ;
  - 7e à la targa florio : 1966.
  - 12e de la coupe des Alpes 1965 (perd la coupe pour un souci d'assistance juste avant l'arrivée à Monaco)
  - mis hors course peu avant l'arrivée du tour de Corse 1964 alors qu'il est en tête depuis le début du Rallye sur Alpine A110, décision controversée ayant pour but la victoire de la nouvelle R8 Gordini (Renault très influant dans le milieu des courses)[réf. nécessaire]
  - a participé à plusieurs éditions de la coupe des Alpes , du tour de France; mais également au Monte Carlo 1962 sur 1093.
  - .et compte parmi les meilleurs pilotes français des années 1960 (J. Rolland, J. Schlesser, H. Trautman, J. Vinatier, J.F. Piot, G. Larousse...).

## Ouvrage
- Mes 15 années de rallyes, autobiographie (2011).